# Helminthopsis quadrinotata
Helminthopsis quadrinotata is een keversoort uit de familie beekkevers (Elmidae). De wetenschappelijke naam van de soort werd in 1965 gepubliceerd door Joseph Delève.